# ジヴィ・ガベイ

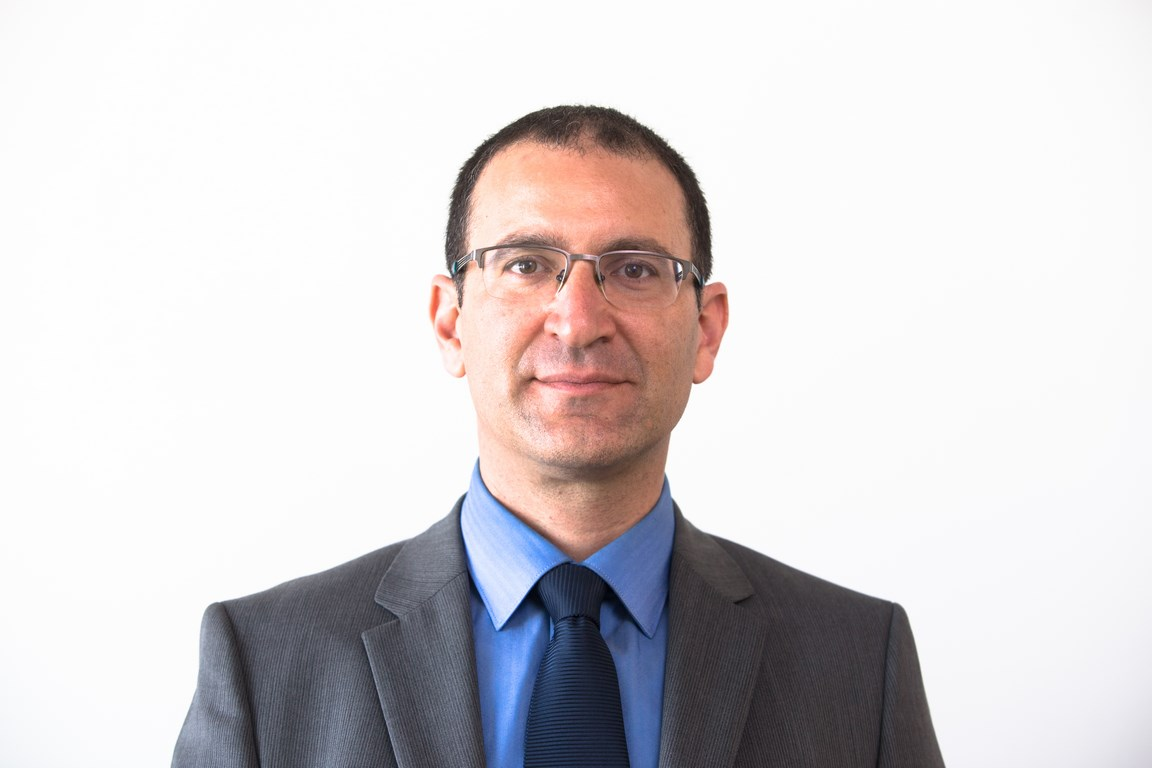
Zvi Gabbay

ジヴィ・ガベイ（Dr. Zvi Gabbay）は、Barnea & Co.法律事務所のパートナー兼資本市場・金融規制部門の責任者。前職はイスラエル証券庁（ISA）の執行責任者、役員。

## 学歴
イスラエル国防軍（IDF）、Nahal Infantry Bridgeの将校およびの兵士として兵役を終え、ヘブライ大学（エルサレム）で法学士号、バル＝イラン大学で法修士号（優秀学位）を取得。法修士号を取得後に渡米。2004年にコロンビア大学（ニューヨーク）で二つ目となる法修士号（優等）を取得。
在学中は教育助手として教授を補佐する傍ら、同大学の仲裁ゼミに参加。修士号取得後もコロンビア大学で研究を続け、2006年に法学博士号（J.S.D）を取得。主な研究テーマは行政法、懲戒委員会、修復的司法の分析を基礎とした、刑事裁判システムの代替手段について。

## 公共活動
司法副長官（刑事事件担当）のラズ・ナザリ（Raz Nazari）が率いる委員会のメンバーに元法務大臣ヤコブ・ナアマン (Yaakov Neeman) により招集される。同委員会は企業犯罪の法的責任についての再検討を行い、「企業の刑事責任法 (Criminal Liability for Corporations Law)」 (2014) の草案を発行。
現在International Institute for Restorative Practices（IIRP）の欧州理事会メンバー。
また、アムタット・ケデム（Amutat Kedem）の理事会メンバー。アムタット・ケデムは家族グループ会議や修復的司法により子供たちを非行や青少年犯罪から守る活動を行うイスラエルのNPO団体。
米国在住中はボランティア活動に従事し、ニューヨークの様々な裁判所で50件以上の仲裁を行う。また、マンハッタンのミッドタウンコミュニティ裁判所におけるCommunity Impact Panelプログラムで仲裁・調停人して活動。イスラエルの裁判所で業務紛争の仲裁をボランティアで請け負う。

## 経歴
テルアビブ地方検察局（刑事事件担当）の検察官として法律家として活動を開始。地方検察局では捜査、裁判、控訴に至る裁定まで刑事事件のすべての段階を担当した。ニューヨークでの研究を終えた後、国際法律事務所Skadden、Arps、Slate、Meagher＆Flom LLPに入社。同社の在籍期間中は社内の民事訟務課とともに内部調査を受けている個人、企業顧客の代理人を担当。また、民事・刑事裁判所で顧客の代理人を無償で務めることもあった。
2008年、イスラエルに帰国。イスラエル証券庁（ISA）の執行責任者および経営幹部に任命される。執行責任者としてISAの規制部門と執行部門の仲介を担当。また、議会の発案や新規制の修正も携わったほか、行政執行法制定の推進チームの一員に選ばれる。
2011年、ISAを退社。Gornitzky and Co.法律事務所のパートナーに就任。2013年、同事務所を辞職し、資本市場を専門とする法律事務所Adini、Berger、Gabbayを設立。
2016年、Barnea＆Co.にパートナーおよび部門長として参加。イスラエルの公開企業や投資企業の資本市場やコーポレート・ガバナンスに関する問題についての助言、および法律顧問を務める。また、調査や行政取り調べの関連業務を行う各種執行機関に対して顧客の代理人を務める。

### 学術活動
College of Law and Businessの元客員講師。ホワイトカラーの犯罪に関するゼミを担当。また、College of Management法学部およびコロンビア大学法学部で仲裁と交渉について講義を行う。

### 書籍
Administrative Enforcement of Israeli Securities Laws（Bursi Publishing House)